# Văn học không tưởng
Văn học không tưởng (tiếng Pháp: littérature utopique) là những sáng tác văn học miêu tả đời sống xã hội (trước hết là đời sống chính trị – quốc gia) và đời sống riêng tư ở một xứ sở tưởng tượng, đáp ứng một lí tưởng nào đó về sự hài hòa xã hội, thường là dưới hình thức một luận văn ít nhiều được văn chương hóa và có thể mang những tình tiết ly kì. Ở văn học hiện đại, văn học không tưởng được xếp vào thể loại viễn tưởng khoa học.
Về bản chất, đây là thể loại có nhiệm vụ đề xuất một phương án tối ưu về sự chung sống của con người, sự hoàn thiện về các mặt xã hội và tinh thần, thể hiện niềm tin vào khả năng tiến bộ của lịch sử.
Nổi lên hàng đầu là việc tác giả có năng lực tiên đoán, viễn kiến, năng lực xây dựng nên một bức tranh mới, toàn vẹn về thế giới. Tuy nhiên, tính phổ quát, tính mô hình của viễn cảnh thế giới thường lại quá phiến diện và phi lịch sử trong tư duy (trong việc miêu tả xã hội tương lai nhiều khi bị biến thành những mơ mộng hão huyền, những ảo tưởng có hại. Từ đây có thể thấy tính phức tạp đặc biệt (thậm chí tính nguy hiểm) của tư duy không tưởng và thể loại văn học không tưởng.

## Lịch sử
Thomas More trong tác phẩm Sách vàng về một thể chế nhà nước tuyệt hảo và về hòn đảo mới U-tô-pi-a (xuất bản năm 1516) đã tạo ra hình ảnh toàn vẹn về một nhà nước tốt đẹp, thiết lập trên nền tảng các quyền năng tự nhiên, và coi tư hữu như là cội nguồn của cái ác xã hội, trở ngại chính cho sự hài hòa tập thể trong cuộc lao động chung bình đẳng và có kế hoạch.
Ở thế kỷ XVII, thể văn học không tưởng được tiếp tục phát triển bởi những tác phẩm chính như Thành phố mặt trời của Tommaso Campanella, Tân Atlantic của Francis Bacon,...
Ở thế kỷ XVIII xuất hiện thêm những sáng tác châm biếm mang tính phản – không tưởng (anti-utopie). Ví dụ: những sáng tác của B. Man-de-vin, G. Xuýp-tơ, Vôn-te. Văn học không tưởng, do đó có thêm sắc thái bút chiến, mất đi tính luận thuyết giáo huấn không tưởng thuần túy, trở nên gần gũi với chất ma quái, chất mục ca, với sự mê hoặc, với lối miêu tả phong tục. Đồng thời văn học không tưởng cũng chịu ảnh hưởng của tư tưởng khai sáng của Rút-xô, Vôn-te.
Ở thế kỷ XIX, các nhà không tưởng kết hợp truyền thống không tưởng với quan điểm lịch sử và tiến bộ khoa học kĩ thuật. Nhưng ý nghĩa tư tưởng của văn học không tưởng thời kì này nói chung suy giảm.
Đáng chú ý là các tiểu thuyết không tưởng như Cỗ máy thời gian của H.Oen-xơ (Anh), Những ngày sao chổi, Không tưởng mớicủa E. Ben-la-mi (Mỹ). Tư tưởng xã hội dân chủ cũng được thể hiện trong tiểu thuyết không tưởng Làm gì của N.G. Séc-nư-sép-xki,.